# Celestino Barcala
Celestino Barcala, hijo del guerrero de la independencia coronel Lorenzo Barcala, actuó en las guerras civiles argentinas en el noroeste del país, llegando al grado de mayor del ejército nacional.

## Biografía
Barcala tomó parte en la revolución de mayo de 1866 en la provincia de Catamarca contra Miguel Molina, delegado del gobernador comandante Víctor Maubecín.
Con el grado de teniente, fue el responsable de ejecutar a Estanislao Pucheta, capitán de una compañía de la guardia cívica, a quien fusiló en el interior del cuartel, sin permitirle recibir los últimos sacramentos.
Al producirse la segunda invasión de Felipe Varela Celestino Barcala estaba a cargo de la vanguardia de las fuerzas nacionales.
Varela, quien se encontraba en Jáchal, destacó a su lugarteniente Estanislao Medina a ocupar la villa de Chilecito, lo que hizo efectivo el 18 de febrero de 1867. En su marcha se incorporó el caudillo Severo Chumbita. 
El 4 de marzo Medina se encontraba frente a Tinogasta. Invitó al teniente coronel Melitón Córdoba a que "salga a campos de San José a presentar batalla". Córdoba no respondió y permaneció en la villa, pero adelantó su vanguardia al mando de Barcala, con lo que se inició el combate de Tinogasta.
Un cantar popular recuerda luego que:
Antes de llegar al Alto
estaban las líneas tiradas,
tiroteando la vanguardia que
la mandaba Barcala.
Barcala retrocedió hasta la villa, mientras Medina dividía a sus tropas en columnas y las hacía entrar por las calles del pueblo. Después de tres horas de lucha intensa Tinogasta caía.
Córdoba murió en combate mientras Barcala y otros jefes huían ante el desastre. Cuando se dirigía a Belén fue capturado al cruzar el río Abaucán.
Medina fusiló al comandante Luis Quiroga pero Barcala fue conservado con vida.
A fines de ese mes Medina se reunió con Varela en Chimbicha, a 60 km de Catamarca, con lo que la partida de Varela se elevaba a unos 5000 hombres, con tres cañones.
Tras una marcha forzada y extenuante, el 9 de abril, día previo a la batalla de Pozo de Vargas, pasada la medianoche Felipe Varela llegó a Mesillas (a 20 km de La Rioja), sin ser hostilizado por las fuerzas nacionales. 
En la tarde mandó ejecutar a los presos que conducía consigo. Con Barcala, único con significación militar, fueron degollados el teniente Balbino Arias y tres civiles, los comandantes de milicia Fermín Bazán y Vicente Barros y el septuagenario Fernando Vega, un importante vecino de la villa de Famatina.
Tras el fracaso del movimiento, el coronel Severo Chumbita, al igual que su hijo el capitán Ambrosio Chumbita, fue procesado criminalmente por la rebelión de 1861 a 1863 y la de 1867, así como por delitos comunes cometidos con ocasión de las mismas. 
Con respecto a la última, la sentencia lo declaró culpable de haber tomado parte como jefe principal en la rebelión encabezada por Felipe Varela pero también de hechos que califica como delitos comunes, por lo que lo excluía de la amnistía acordada por el general Octaviano Navarro y lo condenaba a diez años de destierro y 2000 pesos fuertes de multa. Entre esos delitos comunes se le imputaba la muerte de Barcala, Arias y los tres civiles. Finalmente, apelada la sentencia, el 4 de noviembre de 1876 la Corte sobreseyó a Chumbita de los delitos que se le imputaban, con excepción de los cargos referidos a delitos comunes cometidos con ocasión de la rebelión de 1861 a 1863. 
Un historiador dice de Barcala que era "jefe del batallón de infantería, valiente y reputado hombre de color, de educación esmerada".